# قلعة دوين
تعد قلعة دوین إحدى أهم القلاع الدفاعية للإمارة السورانية  تقع على جبل دوين الذي يعد أمتداداً لسلسلة جبال – بيرمام ، فضلا عن وقوعها إلى الشمال من أربيل بحدود ( 40 كم ). وتطل القلعة على «ممرکوري» ، وتتضمن منطقة دوين أهم الطرق الرئيسة الواصلة بين أربيل ورواندز و أذربيجان حتى أواخر الحكم العثماني .

## نبذة
يعود تاريخ تشييدها إلى الأمراء السورانيين في القرن السادس عشر الميلادي لا سيما فترة (علي بك بن سليمان بك ) لأن منطقة دوين في هذه الفترة كانت عاصمة للإمارة السورانية التي كانت تحتاج إلى قلعة لحمايتها ولكن بعد ازدياد هجمات البابانيين التي شنت على الإمارة ، أضطر الأمير علي بك إلى نقل عاصمته من دوين إلى حرير، ومن هناك إلى خليفان ، وتمكن البابانيين من السيطرة على أكثر أراضيها وكانت دوين من ضمنها لغاية القرن ( 18 م ) حين قام ( أوغوز بك بن علي بك ) بتحرير القلعة من أيدي البابانيين وقام بتعميرها .
الجدير بالذكر أن قلعة دوين تسمى خطأ بقلعة صلاح الدين الأيوبي ، وذلك لتشابه تسمية دوين مع دوين آذربيجان التي يعتقد أنها الموطن الأصلي لعائلة القائد صلاح الدين الأيوبي وأجداده .

## هيكلية القلعة
```
القلعة لها شكل مستطيل غير منتظم  يتكون من طابق واحد يحف به سور مزود بخمسة أبراج يضم جناحين  
الأول
  يحتوي على سبع غرف وفناء واسع وحوض للمياه حيث كانوا يجلبون الماء على ظهور الأحصنة والبغال  من الينابيع القريبة لخزنها في حوض القلعة ومدخل واحد من الجهة الشرقية . أما الجناح 
الثاني
  فيحتوي على عشر غرف يفصل بينهما فناء أخر ، نجد ان السور قد أصابه التلف وتداعت معظم  أجزائه حاليا يبلغ طول المتبقي منه في الجهة الشرقية حوالي ( 95. 12 م ) و سمكه ( 70 سم ) فيما يبلغ طول المتبقي  من الجهة الشمالية ( 25 م ) و الجنوبية ( 30 م ) وفي الجهة الغربية لم يبق منه ألان سوى أسسه بطول ( 50 م ) . 
```

وبخصوص الأبراج الخارجية فقد اتخذت هيئة اسطوانية مجوفة من الداخل تسمح بتحريك المدافعين بداخلها وقد زودت أبراج القلعة بالعديد من المزاغل المستطيلة ذات فتحة صغيرة من الخارج وقد احتوی کل برح على ( 14 ) مزغلا استخدمت للرصد والرؤية والرمي كما ويوجد العديد من الحفر الصغيرة بقطر ( 15 سم ) وعمق ( 10 سم ) كانت تستخدم كمواقد للإنارة والتدفئة اثناء ليالي الشتاء .